# Rebecca Niazi-Shahabi
Rebecca Niazi-Shahabi (* 1970 in Bremen) ist eine deutsche Autorin und Werbetexterin.

## Werdegang
Niazi-Shahabi entstammt einer deutsch-iranisch-israelischen Familie. Sie wurde in Bremen geboren und studierte Grafikdesign, Bildende Kunst und Philosophie an der Universität der Künste Berlin. Später absolvierte sie Praktika bei Werbeagenturen und Grundy Ufa. Sie lebt derzeit in Berlin, wo sie als freie Autorin und Werbetexterin arbeitet.

## Werke
- Leichte Liebe – Rowohlt 2009
- Bündnispartner gesucht – Rowohlt 2009
- Nett ist die kleine Schwester von Scheiße – Piper 2011
- Ich bleib so scheiße wie ich bin – Piper 2013
- Zweimal lebenslänglich – Piper 2014
- Keine Geschenke erhalten die Freundschaft (zusammen mit Oliver Sperl) – Piper 2014
- Scheiß auf die anderen – Piper 2015
- Mir steht alles offen, ich find nur nicht die Tür – Piper 2019